# Begonia prolifera
Espèce
Synonymes
- Begonia finlaysoniana Wall.[1]

Begonia prolifera est une espèce de plantes de la famille des Begoniaceae.
L'espèce fait partie de la section Monophyllon.
Elle a été décrite en 1859 par Alphonse Pyrame de Candolle (1806-1893).

## Répartition géographique
Cette espèce est originaire des pays suivants : Malaisie ; Myanmar.